# Phytomyza penstemonis
Phytomyza penstemonis är en tvåvingeart som beskrevs av Spencer 1969. Phytomyza penstemonis ingår i släktet Phytomyza och familjen minerarflugor. Inga underarter finns listade i Catalogue of Life.